# District de Xiang'an
Le district de Xiang'an (翔安区 ; pinyin : Xiáng'ān Qū) est une subdivision administrative de la province du Fujian en Chine. Il est placé sous la juridiction de la ville sous-provinciale de Xiamen.

## Transport
- Aéroport international de Xiamen-Xiang'an